# Cheiracanthium africanum
Cheiracanthium africanum är en spindelart som beskrevs av Roger de Lessert 1921. Cheiracanthium africanum ingår i släktet Cheiracanthium och familjen sporrspindlar. Inga underarter finns listade i Catalogue of Life.